# Jenneval
Hypolite Louis Alexandre Dechet, detto Jenneval (Lione, 27 gennaio 1801 – Lier, 18 ottobre 1830), è stato un attore teatrale e poeta francese che morì in combattimento durante la Rivoluzione belga del 1830; è l'autore dell'inno nazionale belga, La Brabançonne.

## Biografia
Suona per la prima volta sul palco ad Ajaccio e Marsiglia. Nel 1826 fu assunto al Teatro dell'Odéon di Parigi.
Nel 1828, impegnato con la Comédie-Française, ha suonato nella Mérope (tragedia di Voltaire) e L'Étourdi (commedia di Molière).
Lasciò Parigi dopo i giorni del 27, 28 e 29 luglio 1830 (i Tre gloriosi che conclusero il regno di Carlo X) per unirsi a Bruxelles, dove è artista al Teatro della Monnaie.
Si iscrisse tra i membri della Guardia Urbana che volevano mantenere l'ordine durante i problemi della Rivoluzione belga.
Morì il 18 ottobre 1830 difendendo Lier nel corpo dell'esercito di Charles Niellon, tra Lier e Malines, la testa portata via da una palla di cannone olandese.

## Opera
Ha scritto i testi della prima versione de La Brabançonne, l'inno nazionale del Belgio.

## Omaggio
Nel 1897, un monumento alla sua memoria fu eretto sul lato nord della Place des Martyrs nel centro di Bruxelles. Porta la scritta "A Jenneval, poeta della Brabançonne, morto per l'indipendenza nazionale. Tributo della città di Bruxelles, 23 settembre 1897".

## Galleria d'immagini

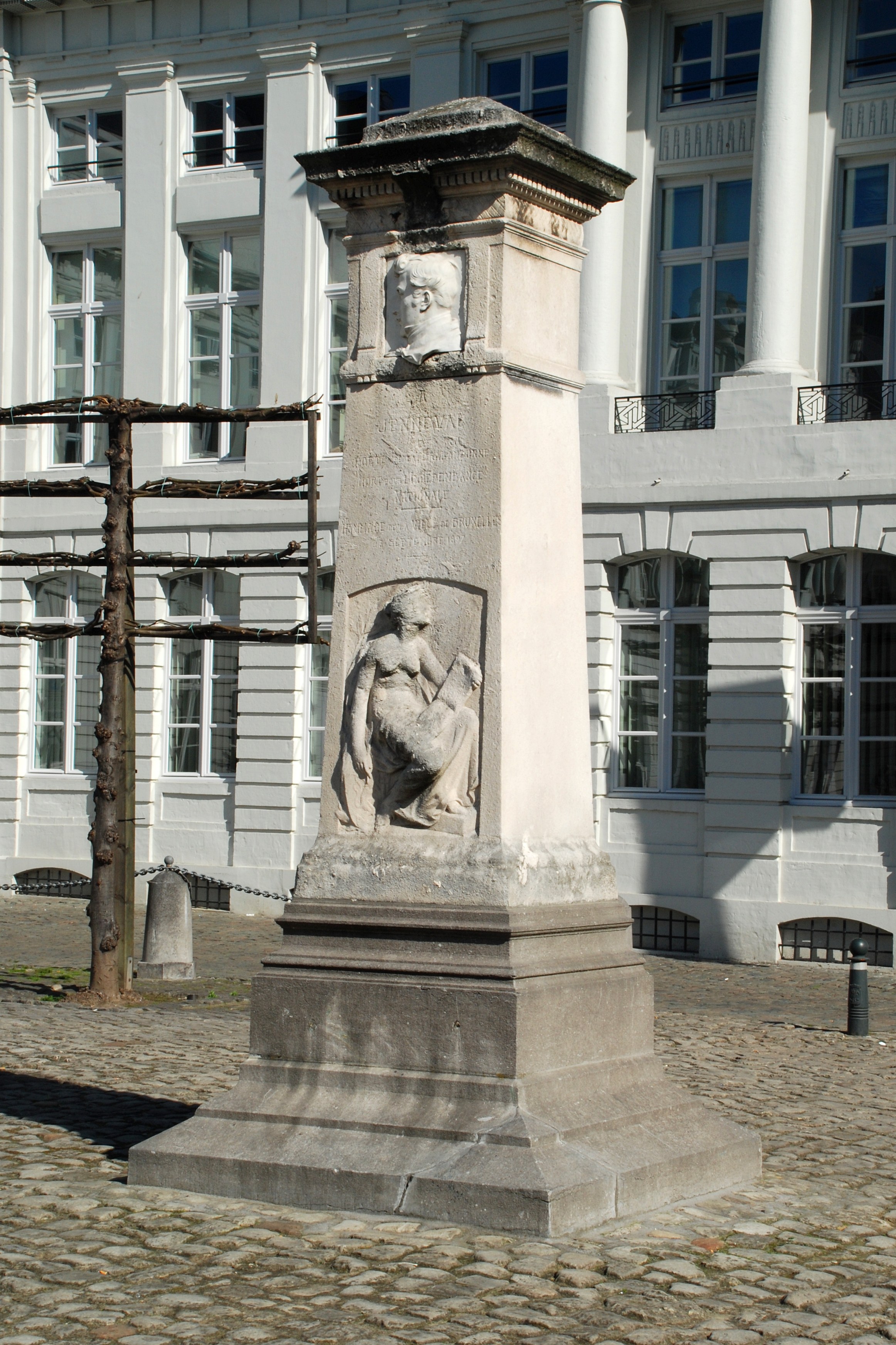
Monumento a Jenneval su Place des Martyrs (Bruxelles)
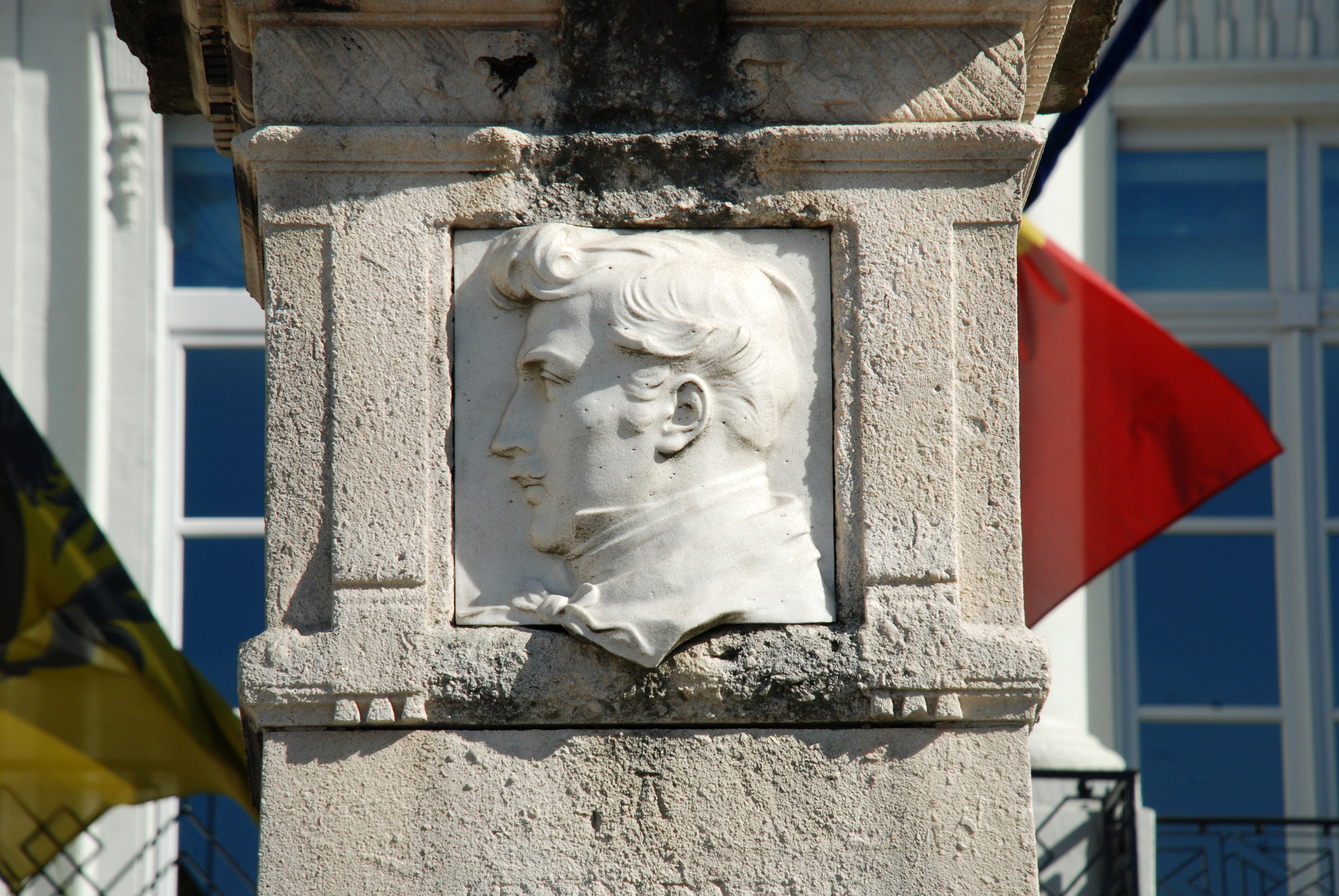
Effigie di Jenneval su Place des Martyrs (Bruxelles)